# Leptopogon amaurocephalus
Leptopogon amaurocephalus е вид птица от семейство Tyrannidae.

## Разпространение
Видът е разпространен в Аржентина, Белиз, Боливия, Бразилия, Венецуела, Гватемала, Гвиана, Еквадор, Колумбия, Коста Рика, Мексико, Никарагуа, Панама, Парагвай, Перу, Суринам, Френска Гвиана и Хондурас.